# Fundación Fernando Alonso
La Fundación Fernando Alonso fue creada en 2007 por el bicampeón del mundo de Fórmula 1 Fernando Alonso y sus fines están relacionados con el fomento y promoción del automovilismo en los distintos ámbitos; así como proyectos destinados a la educación vial.
Está localizada en el Complejo Deportivo Fernando Alonso, en el circuito de karting del municipio Llanera (Asturias).
Durante el Gran Premio de Mónaco de 2011 el piloto español y fundador, Fernando Alonso, se equipó con un casco nuevo, con el mismo diseño, pero con los colores oro, blanco y negro, que fue subastado al final de la temporada para recaudar fondos para su fundación. Este acto se repitió también en el Gran Premio de Singapur de 2011.